# Ibrahima Kébé
Pour les articles homonymes, voir Kébé.
Ibrahima Kébé né le 2 octobre 1955 à Kaolack et décédé le 8 septembre 2019 à Dakar est un artiste sénégalais contemporain.

## Biographie
D'origine sarakholé, Ibrahima Kébé est né à Kaolack le 2 octobre 1955.
Kébé de son nom d'artiste résidait à Dakar depuis plusieurs dizaines d’années. Il avait reçu sa formation artistique à “L’Ecole des Beaux Arts de Dakar”.
Kébé était un peintre du quotidien: il réalisait des instantanés de vie de la société sénégalaise. Il peignait des instants fugitifs de vie hauts en couleur, chargés de naïveté, de poésie, de sincérité et d’émotion.
Aucun autre artiste, dans les arts contemporains du Sénégal ne faisait comme lui, ne créait de telles formes avec de telles couleurs. Dans ses œuvres, les femmes occupaient une place sinon essentielle du moins prépondérante. 
Ses œuvres ont été exposées dans de nombreux pays et chez d'innombrables collectionneurs à travers le monde. 
Il était résident au Village des Arts de Dakar.
Il décède le 8 septembre 2019.

## Sélection d'œuvres

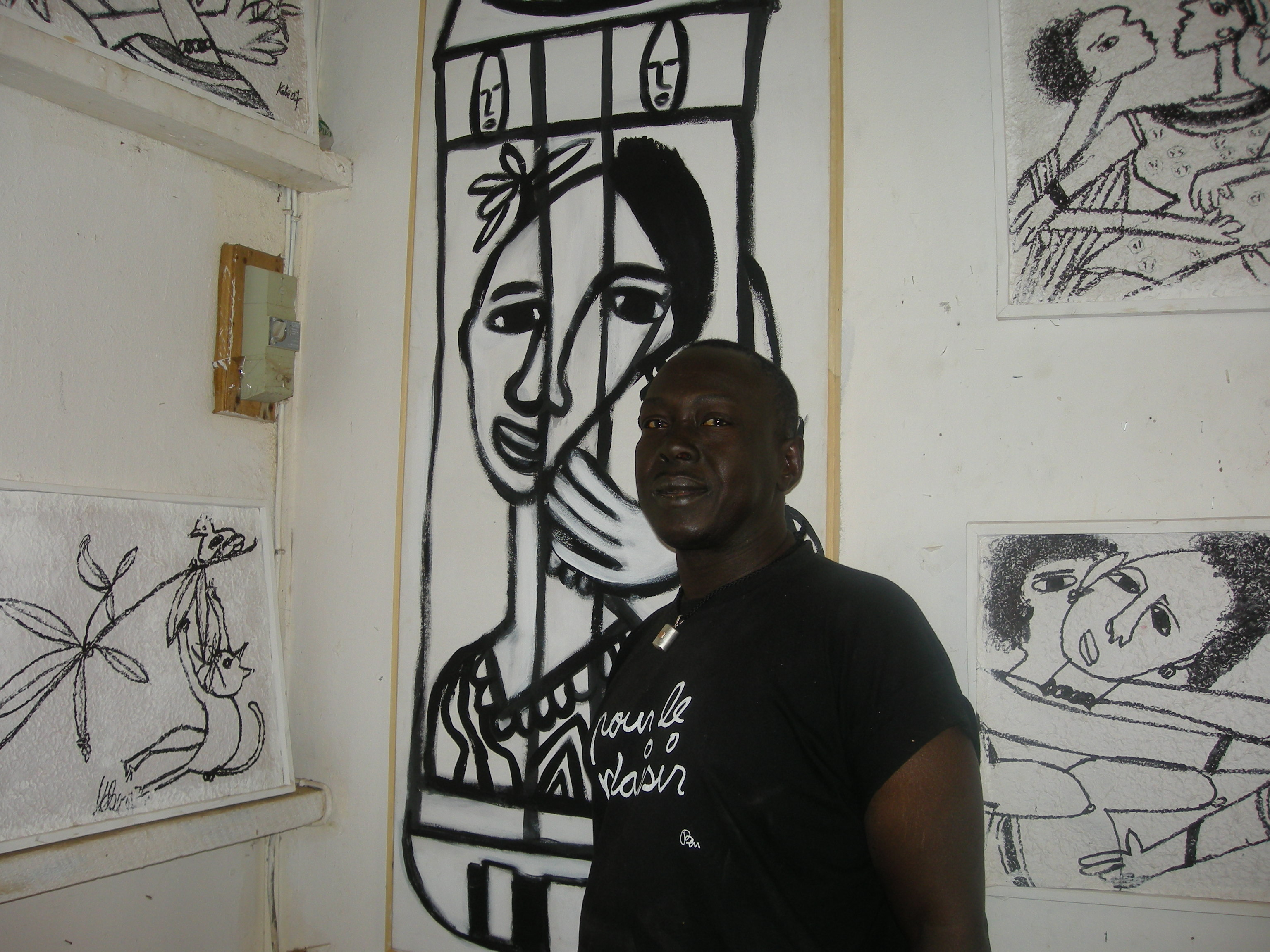
Œuvres en noir et blanc sur papier mâché (2008).

Un de ses amis belges avait créé un blog "son site Internet" pour promouvoir son travail d'artiste. Ce blog est toujours actif [voir liens externes]. Il permet de voir et d'entendre Kébé et de découvrir ses œuvres. 
- Partage inégal, 1982
- Le cri de la jeunesse, 1983
- Avis de recherche, 1996
- Femme au pouvoir, 1997
- Les nageurs, 1998
- Femme au balafon, 1999
- Regroupement, 1999
- Affectivité, 1999
- Grande famille en noir et blanc, 2002
- Regroupement des sages, 2004
- Le jeune garçon, 2004
- Couple heureux, 2004
- Crépuscule des hommes, 2004
- Sérénité, 2004
- La lettre confidentielle, 2004
- Le gros baiser, 2004
- Les amis du soleil, 2004
- La fiancée du ciel, 2004